# Cartolina postale

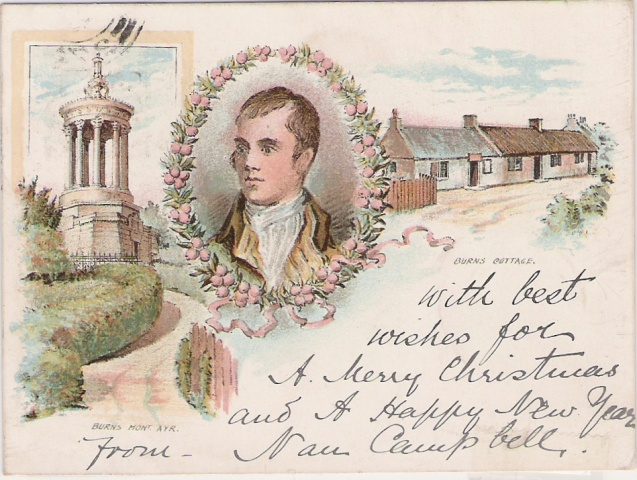
Una cartolina postale del tribunale, timbrata nel 1899, raffigurante Robert Burns, il suo cottage e il monumento ad Ayr

Una cartolina postale è un supporto cartaceo (di solito un cartoncino leggero, sovente di forma rettangolare) usato per la corrispondenza tramite posta.

## Storia

### L'invenzione
La prima proposta di cartolina postale fu enunciata durante la conferenza postale di Karlsruhe, nel 1865, dal consigliere delle poste prussiano Heinrich von Stephan, ma la sua idea decadde a causa dell'affrancatura troppo costosa.
La prima cartolina postale del mondo fu la Correspondenz-Karte, emessa dalle poste dell'Impero Austro-Ungarico il 1º ottobre 1869. Essa fu inventata da Emanuel Herrmann, professore d'economia all'accademia militare Teresiana, con l'intento di sostituire, per la breve corrispondenza, le più onerose lettere. Herrmann scrisse un lungo articolo sul Neue Freie Presse intitolandolo "Nuovo mezzo di corrispondenza postale" con il quale attirò l'attenzione del direttore generale delle poste austriache, il barone Od-Maly. Il 25 settembre 1869 Od-Maly ottenne il decreto di emissione delle cartoline postali che apparve nel Bollettino delle leggi dell'Impero, con il quale si fissava la data di emissione nel primo ottobre.
Si trattava di un cartoncino color avorio: su un lato, destinato all'indirizzo del destinatario, recava prestampata l'affrancatura, mentre l'altro, privo di fregi, conteneva il messaggio che non doveva superare le venti parole. L'emissione si divideva in due tipi: quello per la Cisleitania (austriaco) e quello per la Transleitania (ungherese). Sul primo era presente l'aquila bicipite e sul secondo la corona di Santo Stefano.
Le cartoline postali dell'epoca erano degli interi postali, cioè dei cartoncini pre-affrancati; solo successivamente comparirono le versioni con gli spazi per l'apposizione del francobollo.

### Cartoline illustrate

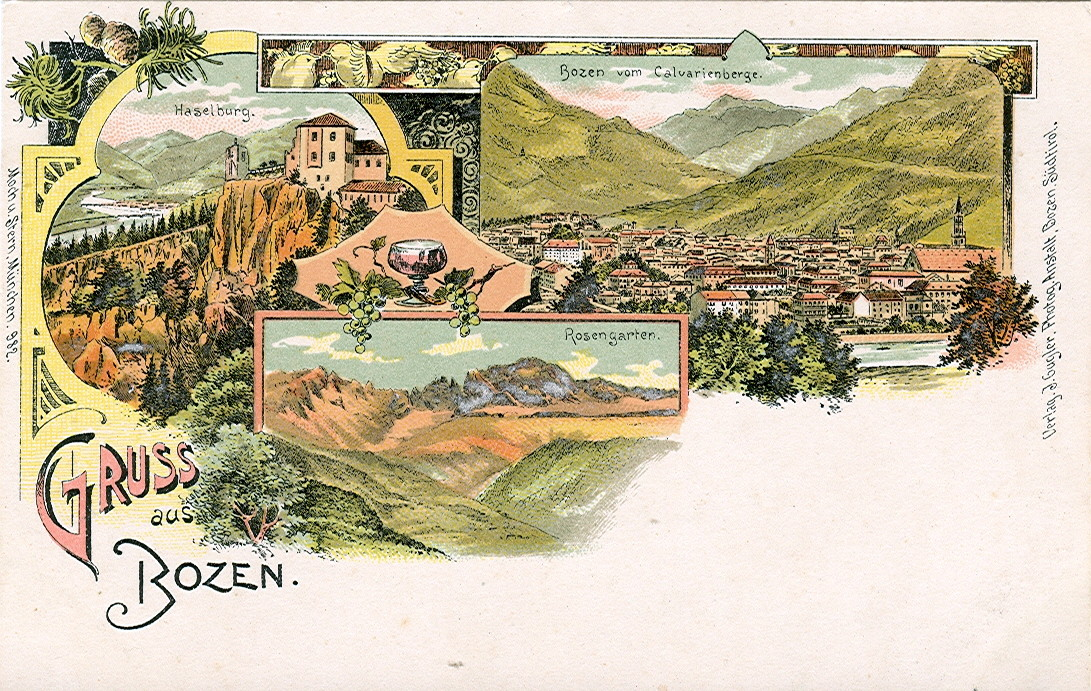
Cartolina illustrata di Bolzano del 1914 ca.

Il titolo di fautrice della cartolina illustrata andò invece alla Francia nel 1870, per merito del libraio Bernardeau de Sillé-le-Guillaume che per primo ebbe l'idea di ornare di disegni e figure le cartoline. Nel 1891 un altro francese, Dominique Piazza, ideò le cartoline illustrate con fotografie. Nel 1872 per la prima volta le cartoline illustrate vennero utilizzate per propagandare le bellezze turistiche di un paese, la Svizzera per la precisione, grazie all'idea del tedesco Franz Borich, che raccolse un enorme successo e una lunga serie di imitatori.
Una significativa variante della cartolina fu la cosiddetta Christmas-card, da spedire abitualmente a Natale, che ebbe un'origine inglese e fu dovuta all'intraprendenza di un pittore di nome Dobson che nella seconda metà dell'Ottocento ebbe l'idea di dipingere su una cartolina figure festose assieme a scritte di auguri, prima di spedirla a un amico. Questo quadretto piacque così tanto da riscuotere un immediato grande successo.
Nel 1902 la Gran Bretagna fu il primo paese a permettere il divided-back, ovvero la linea verticale che separa l'indirizzo del destinatario dal messaggio vero e proprio sul retro della cartolina, consentendo la nascita della moderna cartolina illustrata, con la figura al recto. Le cartoline di questo tipo furono ammesse alla corrispondenza internazionale dal Congresso Postale Universale di Roma a partire dal 1º ottobre 1907.

### In Italia

Alessandria - Il tram a vapore in piazza Garibaldi. Anno 1905 circa.

Il 23 giugno 1873, con legge n. 1442, anche l'Italia introduceva la "Cartolina postale di Stato", che rappresentava un oggetto nuovo nel panorama dei servizi postali italiani. Inizialmente l'introduzione delle cartoline postali venne giudicata antieconomica dal ministro delle finanze Quintino Sella ma alla fine egli dovette cedere alle insistenze del presidente del Consiglio Giovanni Lanza, che costrinse il direttore delle Poste Barbavara a fissare la tariffa a 10 centesimi di lira per l'interno e 5 per il distretto: non vi furono variazioni fino al 1919. Inizialmente la cartolina era un cartoncino rigido di 11,4×8 cm col profilo del Re stampigliata in alto a sinistra e la dizione "Cartolina postale", il valore dell'affrancatura in lettere e lo stemma Sabaudo in alto centrati. Il formato cambiò diverse volte nel corso degli anni ed era consentito ai privati di usufruire dello stesso tipo di cartoncino per personalizzare a mezzo stampa le proprie cartoline, ma la tariffa da applicare per l'inoltro passava da 10 a 20 centesimi. 

Le Poste italiane - dopo una pausa dal 2014 - nel dicembre 2017 hanno ripreso l'emissione di cartoline postali (intese come interi postali e quindi con valore d'affrancatura intrinseco).

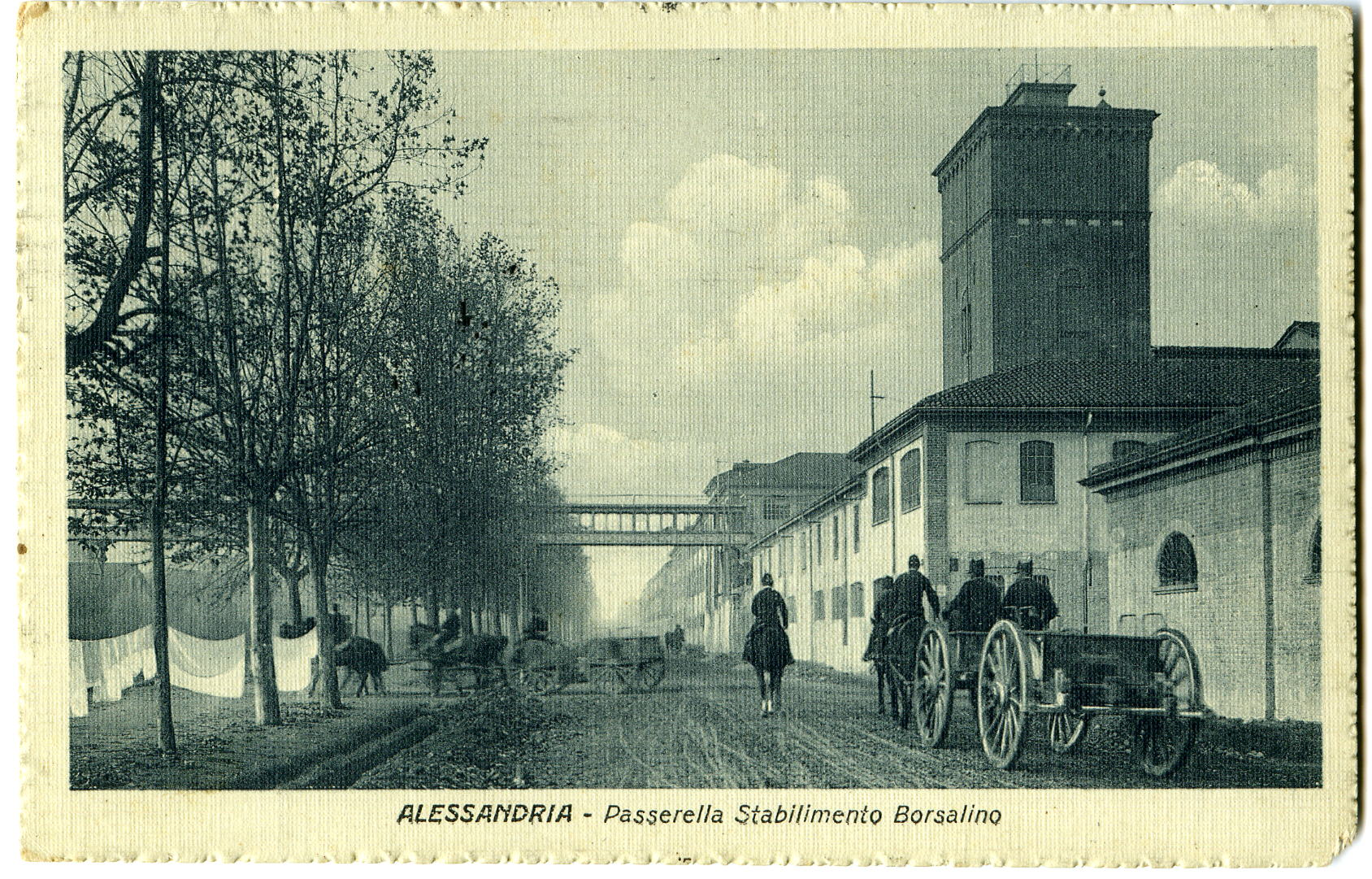
Alessandria. Anno 1910 circa.

### Regno Unito
In Gran Bretagna, nel 1870 gli uffici postali emisero cartoline senza immagini, stampate con un francobollo come parte del design, incluso nel prezzo di acquisto. Queste cartoline erano disponibili in due formati. Il formato più grande si rivelò leggermente troppo grande per una maggiore maneggevolezza e fu presto sostituito da cartoline più corte di 13 mm e 75 milioni di queste cartoline furono spedite in tutto il regno lo stesso anno.
Nel 1973 l'ufficio postale britannico introdusse un nuovo tipo di cartolina, le PHQ Card, molto apprezzate dai collezionisti soprattutto quando recano il francobollo appropriato e il timbro postale del primo giorno di emissione.

#### LeSeasideo le cartoline di mare

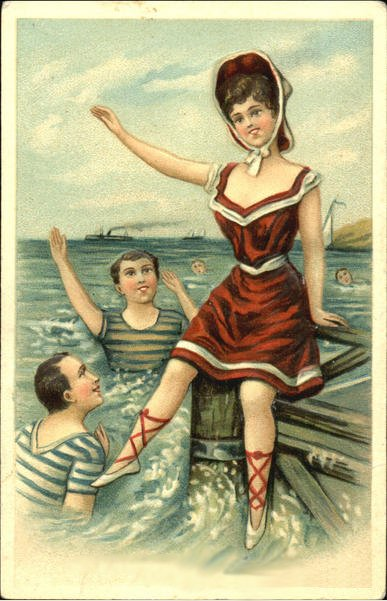
Una cartolina seaside

Nel 1894, gli editori britannici ottennero il permesso dalla Royal Mail di produrre e distribuire cartoline illustrate, che potevano essere spedite per posta. Inizialmente si pensava che le prime cartoline del Regno Unito fossero state prodotte dalla tipografia Stewarts di Edimburgo, ma ricerche successive pubblicate su Picture Postcard Monthly nel 1991, hanno dimostrato che la prima cartolina illustrata del Regno Unito fu pubblicata da ETW Dennis di Scarborough. Sono sopravvissuti due esemplari con timbro postale della cartolina ETW Dennis del settembre 1894, ma non è stata trovata alcuna cartolina di Stewarts datata 1894.  Le prime cartoline erano immagini di monumenti, viste panoramiche, fotografie o disegni di celebrità e così via. Con le locomotive a vapore che fornivano viaggi veloci e convenienti, la costa divenne una popolare destinazione turistica e generò una grande richiesta di souvenir.
All'inizio degli anni '30, le cartoline provocanti in stile cartoon si diffusero rapidamente e al culmine della loro popolarità, la vendita di queste cartoline raggiunse i 16 milioni all'anno. Erano spesso di natura scurrile, con allusioni e doppi sensi e tradizionalmente raffiguravano personaggi stereotipati come signorine dalle curve sensuali e mariti oppressi, sulla falsariga del franchise di film "Carry On".
Un noto artista di cartoline a tema marittimo, spesso impertinenti, fu l'illustratore Thomas Henry noto soprattutto per la sua interpretazione di William Brown nella serie di libri Just William di Richmal Crompton. Iniziò a disegnare cartoline già nel 1913, continuando a farlo fino agli anni '50.
Nei primi anni '50, il governo conservatore appena eletto era preoccupato per l'apparente deterioramento della morale nel Regno Unito e decise di attuare una stretta su queste cartoline. Il bersaglio principale della loro campagna fu l'artista di cartoline Donald McGill. Negli anni '60 con i governi laburisti, la cartolina provocante fu ripresa e in seguito arrivò ad essere considerata, da alcuni, una forma d'arte.
Le cartoline originali sono oggi molto ricercate e esemplari rari possono raggiungere prezzi elevati alle aste. Le cartoline più note, con le loro impertinenti immagini di mare, furono prodotte dalla casa editrice Bamforths di Holmfirth, nel West Yorkshire.
Nonostante il declino di popolarità delle cartoline "audaci", queste continuano a rappresentare un aspetto economico e culturale significativo del turismo balneare britannico. Vendute da edicole e venditori ambulanti, così come da negozi di souvenir specializzati, le moderne cartoline balneari presentano spesso molteplici raffigurazioni della località in condizioni meteorologiche insolitamente favorevoli. John Hinde utilizzava colori saturi e pianificava meticolosamente le sue fotografie, il che fece sì che le sue cartoline della fine del XX secolo diventassero oggetto di collezionismo e ammirazione per il loro kitsch. Queste cartoline sono anche considerate importanti documenti di storia sociale e hanno influenzato l'opera di Martin Parr.

### Sviluppi recenti

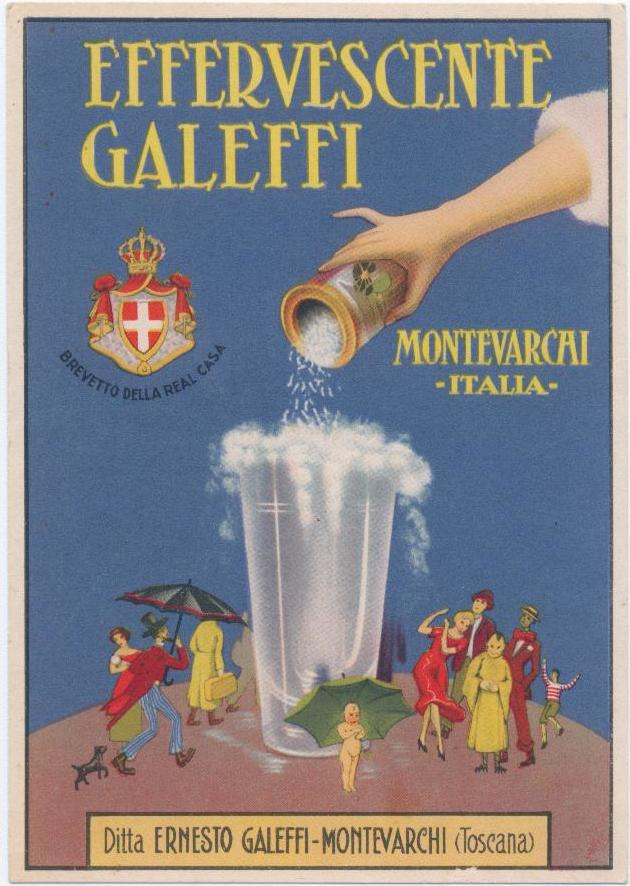
Cartolina pubblicitaria per la Ditta Ernesto Galeffi di Montevarchi, inizio XX secolo.

Negli ultimi due decenni del XX secolo la rivoluzione nei mezzi di comunicazione portò un cambiamento profondo nella funzione della cartolina: dagli anni novanta del XX secolo cominciò a decadere il suo uso come scambio di saluti, soppiantato dal cellulare o dalle e-mail, e venne sempre più spesso utilizzata come veicolo promozionale o pubblicitario ("promocard"), spesso coincidente con alcuni tipi di volantini ("flyer") che richiamano per grammatura e dimensione le cartoline, ma che cartoline non sono in quanto privi di spazio per l'affrancatura e per scrivere l'indirizzo del destinatario.
Il XXI secolo ha assistito alla rivalutazione della cartolina come strumento di comunicazione postale a livello amatoriale, grazie a progetti come il Postcrossing, sostenuti da comunità di appassionati che a livello mondiale hanno ripreso a comunicare attraverso le cartoline viaggiate.